# Ritmo Kombina
Ritmo Kombina is een muziekstijl afkomstig uit Curaçao in de jaren negentig van de 20ste eeuw. Ritmo Kombina is een mengeling van verschillende Caribische ritmes, waaronder zouk, cadence, konpas, merengue, kaseko, Salsa Antiyano en plena. 
De eerste uitvoerders van het genre Ritmo Kombina waren de groepen Explosivos en GIO Fuertissimo (beide onder leiding van Gibi Doran) en ERA Autentiko. Vervolgens begonnen veel andere groepen, ook op Aruba en Bonaire Ritmo Kombina te spelen. Sinds het begin van de 21ste eeuw is Ritmo Kombina dominant in de populaire muziek, vooral op Curaçao. Het is de meest populaire muziekstijl op de ABC-eilanden en ook bij Antillianen en Arubanen in Nederland. 
Andere bekende groepen die Ritmo Kombina spelen zijn Tune Stret Konstant, Rizam, Meo Mao, EQO (Aruba) en Cache Deluxe (in Nederland).